# The Crow (2024)
The Crow é um filme de super-herói de 2024 dirigido por Rupert Sanders, com roteiro de Zach Baylin e William Schneider. Um reboot da série de filmes O Corvo, é o quinto filme da franquia e o segundo, após o filme de 1994, a adaptar a série de quadrinhos de 1989 de James O'Barr. O filme é estrelado por Bill Skarsgård como Eric / The Crow, um homem que é ressuscitado para vingar a morte dele e de sua namorada, interpretada por FKA Twigs.
O filme entrou em desenvolvimento em dezembro de 2008, com Stephen Norrington declarando que escreveria e dirigiria uma "reinvenção" de O Corvo. Ele passou por um processo de produção complicado, com vários diretores, roteiristas e membros do elenco envolvidos em diferentes momentos. Os cineastas Norrington, Juan Carlos Fresnadillo, F. Javier Gutiérrez e Corin Hardy foram inicialmente contratados para dirigir, enquanto Bradley Cooper, Luke Evans, Jack Huston e Jason Momoa foram escalados como Eric em várias fases do desenvolvimento. Bill Skarsgård foi anunciado como Eric em abril de 2022, junto com Sanders como diretor. As filmagens começaram em julho, ocorrendo em Praga e Penzing, perto de Munique.
O Corvo teve sua estreia mundial na cidade de Nova York em 20 de agosto de 2024, e foi lançado na França em 21 de agosto, e nos Estados Unidos e Reino Unido em 23 de agosto. O filme recebeu críticas negativas e foi um fracasso de bilheteria, arrecadando US$ 23 milhões mundialmente contra um orçamento de produção de US$ 50 milhões.

## Trama
Eric, um viciado com uma infância conturbada, luta contra a vida e pesadelos em um centro de reabilitação. Shelly, uma musicista com problemas semelhantes, recebe um vídeo em seu celular de sua amiga Zadie que incrimina Vincent Roeg, um senhor do crime que se passa por um aristocrata da música. Escolhendo salvar o vídeo, apesar de saber que possuí-lo levaria à sua morte, Shelly tenta se esconder, mas é imediatamente perseguida pelos capangas de Roeg. Eles interrompem a perseguição quando Shelly é presa por posse de drogas.
Zadie é capturada e interrogada por Roeg, que revela que, séculos antes, havia feito um pacto com o diabo para enviar almas inocentes ao Inferno em troca de vida eterna. Ele força Zadie a se suicidar ao sussurrar encantamentos em seu ouvido. Shelly é enviada para o mesmo centro de reabilitação onde Eric está internado. Os dois se apaixonam e criam um vínculo ao longo do tempo. Quando Marion, a mulher de confiança de Roeg, aparece de repente na instituição, Shelly entra em pânico e convence Eric a ajudá-la a fugir. Eles se refugiam na casa vazia de um dos amigos de Shelly, e os dois rapidamente se apaixonam e tentam viver uma vida despreocupada juntos. No entanto, logo são encontrados pelos homens de Roeg e assassinados.
Eric desperta em um pátio ferroviário, semelhante ao purgatório, onde Kronos, um guia espiritual, explica que Eric terá que matar Roeg para se reunir com Shelly. Revivido e com a capacidade de se curar de ferimentos, Eric visita Sophia, a mãe de Shelly, que estava presente com Marion no centro de reabilitação. Sophia revela que fez um acordo com Roeg: riqueza em troca da alma de Shelly. Após a saída de Eric, Roeg visita Sophia para perguntar sobre Eric, mas a força a se jogar do telhado ao se sentir insatisfeito com suas respostas. Eric começa a caçar e matar vários dos homens de Roeg e encontra o celular de Shelly, contendo o vídeo incriminador que revela que Roeg havia forçado Shelly a matar uma mulher anteriormente. De repente, Eric começa a duvidar de seu amor por Shelly, perde sua habilidade de cura e é novamente morto. Retornando à vida após a morte, Eric faz um acordo com Kronos para tomar o lugar de Shelly no Inferno em troca de uma nova chance de matar Roeg.
Roeg descobre as habilidades sobrenaturais de Eric e ordena que Marion o atraia até eles para roubar seus poderes. Eric rastreia Marion até uma casa de ópera, matando brutalmente todos os homens de Roeg para alcançá-la. Marion, relutantemente, revela a localização de Roeg antes de ser decapitada por Eric. Roeg subjuga Eric e tenta roubar seus poderes, mas Eric os transporta para a vida após a morte, onde rapidamente derrota Roeg e salva a alma de Shelly.
Após um breve reencontro entre os amantes, Shelly é revivida na noite de suas mortes e lamenta por Eric depois que Kronos, disfarçado de paramédico, lhe conta que ele deu sua vida por ela. Eric aceita seu destino, satisfeito com a crença de que suas almas um dia se encontrarão novamente.

## Elenco
- Bill Skarsgård como Eric / O Corvo[12][13]
- FKA Twigs como Shelly, namorada de Eric[14][15]
- Danny Huston como Vincent Roeg, um senhor do crime demoníaco[16]
- Josette Simon como Sophia, mãe de Shelly[17]
- Laura Birn como Marian, a braço-direito de Roeg
- Sami Bouajila como Kronos, um espírito que guia Eric em sua missão
- Isabella Wei como Zadie, amiga de Shelly[14]
- Jordan Bolger como Chance, um tatuador e amigo de Eric e Shelly[18]